# Зеев (ім'я)
Зее́в (Зев, Зеєв, Зефф, Зеф) (івр. זְאֵב) — єврейське чоловіче особове ім'я. В перекладі з івриту означає «вовк».
Серед ашкеназьких євреїв форма імені «Зеев» також зустрічається як анологія їдиського (‏װאָלףֿ) або німецького (Wolf) імені «Вольф», та іноді може слугувати заміною цього імені при рабінистичному або церемоніальному записі.

## Походження
Ім'я Зеев вперше зустрічається в Танасі (Старому Завіті) в Книзі Суддів як ім'я одного з мідіянських князів, вбитих за розпорядженням Гедеона. Саме ім'я Зеев при цьому (часто у поєднанні: Беньямин Зеев) розповсюдилось як наслідок уподібнення сина патріарха Якова Веніямина (Беньямина) вовку. Як сказано в Книзі Буття:
|  | Веніямин хижий вовк: вранці їсть він ловитву, а на вечір розділює здобич. Оригінальний текст (івр.) בִּנְיָמִין זְאֵב יִטְרָף בַּבֹּקֶר יֹאכַל עַד וְלָעֶרֶב יְחַלֵּק שָׁלָל |

## Відомі носії

### Зеев
- Зеев Хаймович — ізраїльський футболіст.
- Зеев Елькін — ізраїльський політик українського походження.

### Зеєв
- Зеєв Бен-Аріє — ізраїльський дипломат.
- Теодор Герцль (Бенямин Зеєв Герцль) (1860—1904) — єврейський громадський та політичний діяч, засновник Всесвітньої сіоністської організації.
- Зеєв (Вольф Євгенович) Жаботинський (1880—1940) — єврейський публіцист, письменник (їдиш і російська) та поет. Один з лідерів сіоністського руху.